# Salvation (The Cranberries)
Salvation is een nummer van de Ierse band The Cranberries uit 1996. Het is de eerste single van hun derde studioalbum To the Faithful Departed.
"Salvation" gaat over drugsverslaving, en hoe te voorkomen dan men verslaafd raakt aan drugs. Het nummer behaalde in veel landen de hitlijsten, en werd een top 10-hit in Italië, Oceanië, en Ierland, het thuisland van The Cranberries. In Ierland behaalde het nummer de 8e positie. De Nederlandse Top 40 werd met een 39e positie nog net behaald, en in de Vlaamse Ultratop 50 kwam het niet verder dan een bescheiden 32e positie.